# Rodenbach (Hessen)
Rodenbach település Németországban, Hessen tartományban. Lakosainak száma 11 331 fő (2023. december 31.).

## Népesség
A település népességének változása:
| Lakosok száma | 11 194 | 11 173 | 11 204 | 11 351 | 11 331 |
|               | 2017   | 2019   | 2021   | 2022   | 2023   |